# Momordica sessilifolia
Momordica sessilifolia är en gurkväxtart som beskrevs av Célestin Alfred Cogniaux. Momordica sessilifolia ingår i släktet Momordica och familjen gurkväxter. Inga underarter finns listade i Catalogue of Life.